# Maria Saska-Altenburg
Maria Fryderyka Leopoldyna Georgina Augusta Aleksandra Elżbieta Teresa Józefina Helena Zofia Saska-Altenburg, niem. Marie Friederike Leopoldine Georgine Auguste Alexandra Elisabeth Therese Josephine Helene Sophie von Sachsen-Altenburg (ur. 2 sierpnia 1854 w Eisenbergu, zm. 8 października 1898 w Kamieńcu Ząbkowickim) – niemiecka arystokratka z dynastii Wettynów, księżniczka Saksonii-Altenburga jako córka Ernesta I, księżna pruska jako żona Albrechta Hohenzollerna.

## Życiorys
Maria urodziła się jako najstarsza córka Ernesta (1826–1908), księcia Saksonii-Altenburga, oraz jego żony Agnieszki (1824–1897), księżniczki Anhaltu. Miała młodszego brata, zmarłego w niemowlęctwie, Jerzego Leopolda (1856).
18 kwietnia 1872 przybyła do Poczdamu, gdzie poznała swojego kuzyna Albrechta Hohenzollerna (1837–1906), księcia pruskiego, syna Albrechta (1809–1872) i Marianny Orańskiej (1810–1883), królewny Niderlandów. Maria przykuła uwagę kuzyna „dziewczęcym wdziękiem i skromną, bezpretensjonalną postawą”. Szybko odwzajemniła uczucie, postanawiając się pobrać. W tym samym dniu udali się do Pałacu Bellevue w Berlinie, gdzie uzyskali zgodę cesarza Wilhelma I na zaręczyny. Ślub pary odbył się w Berlinie 9 kwietnia 1873. Małżeństwo doczekało się trzech synów:
- Wilhelm Ernest Aleksander Fryderyk Henryk Albrecht (1874–1940)
- Wilhelm Fryderyk Karol Ernest Joachim Albrecht (1876–1839) ⚭ 1. Maria Blich-Sulzer (1872–1919), 2. Karolina Kornelia Stockhammer (1891–1952);
- Fryderyk Wilhelm Wiktor Karol Ernest Aleksander Henryk (1880–1925) ⚭ Agata Karolina Hohenlohe-Schillingsfürst (1888–1960), córka Wiktora II Amadeusza (1847–1923), księcia raciborskiego, i Marii Breunner-Enckevoirth (1856–1929).

W 1883–1885 stale mieszkała w posiadłości odziedziczonej po teściowej w Kamieńcu Ząbkowickim. W 1885 jej mąż został mianowany przez Ottona von Bismarcka regentem Księstwa Brunszwiku w imieniu Ernesta Augusta (1845–1923), księcia koronnego Hanoweru. Obowiązki męża powodowały, że Maria z dziećmi rezydowała okresowo tak w Brunszwiku, jak i Berlinie. Równie często przebywała w Kamieńcu, dbając o dwór jako rodzinną posiadłość. Tam też zmarła i została pochowana.
Na cześć księżnej nazwano sanatorium „Marienheim” w Oberharz am Brocken.

## Przodkowie
| Prapradziadkowie                  | ks. Saksonii-Hildburghausen Ernest Fryderyk III (1727–1780) ∞ 1758 Ernestyna Saska-Weimar (1740–1786) | w. ks. Meklemburgii-Strelitz Karol II (1741–1816) ∞ 1768 Fryderyka Heska (1752–1782)    | w. ks. Meklemburgii-Schwerinu Fryderyk Franciszek I (1756–1837) ∞ 1775 Ludwika Saska-Altenburg (1756–1808) | car Rosji Paweł (1754–1801) ∞ 1776 Maria Fiodorowna (1759–1828)                         | ks. Anhaltu-Dessau Leopold III (1740–1817) ∞ 1767 Ludwika Hohenzollernówna (1750–1811) | landgraf Hesji-Homburga Fryderyk V (1748–1820) ∞ 1768 Karolina Heska (1746–1821)   | kr. Pruski Fryderyk Wilhelm II (1744–1797) ∞ 1769 Fryderyka Ludwika Heska (1751–1805) | w. ks. Meklemburgii-Strelitz Karol II (1741–1816) ∞ 1768 Fryderyka Heska (1752–1782) |
| Pradziadkowie                     | ks. Saksonii-Altenburga Fryderyk (1763–1834) ∞ 1785 Karolina Meklemburska (1769–1818)                 | ks. Saksonii-Altenburga Fryderyk (1763–1834) ∞ 1785 Karolina Meklemburska (1769–1818)   | Fryderyk Ludwik Meklemburski (1778–1819) ∞ 1799 Helena Pawłowna Romanowa (1784–1803)                       | Fryderyk Ludwik Meklemburski (1778–1819) ∞ 1799 Helena Pawłowna Romanowa (1784–1803)    | Fryderyk Anhalcki (1769–1814) ∞ 1792 Amelia Heska (1774–1846)                          | Fryderyk Anhalcki (1769–1814) ∞ 1792 Amelia Heska (1774–1846)                      | Ludwik Hohenzollern (1773–1796) ∞ 1793 Fryderyka Meklemburska (1778–1841)             | Ludwik Hohenzollern (1773–1796) ∞ 1793 Fryderyka Meklemburska (1778–1841)            |
| Dziadkowie                        | ks. Saksonii-Altenburga Jerzy (1796–1853) ∞ 1825 Maria Ludwika Meklemburska (1803–1862)               | ks. Saksonii-Altenburga Jerzy (1796–1853) ∞ 1825 Maria Ludwika Meklemburska (1803–1862) | ks. Saksonii-Altenburga Jerzy (1796–1853) ∞ 1825 Maria Ludwika Meklemburska (1803–1862)                    | ks. Saksonii-Altenburga Jerzy (1796–1853) ∞ 1825 Maria Ludwika Meklemburska (1803–1862) | ks. Anhaltu Leopold IV (1794–1871) ∞ 1818 Fryderyka Hohenzollernówna (1796–1850)       | ks. Anhaltu Leopold IV (1794–1871) ∞ 1818 Fryderyka Hohenzollernówna (1796–1850)   | ks. Anhaltu Leopold IV (1794–1871) ∞ 1818 Fryderyka Hohenzollernówna (1796–1850)      | ks. Anhaltu Leopold IV (1794–1871) ∞ 1818 Fryderyka Hohenzollernówna (1796–1850)     |
| Rodzice                           | ks. Saksonii-Altenburga Ernest I (1826–1908) ∞ 1853 Agnieszka Anhalcka (1824–1897)                    | ks. Saksonii-Altenburga Ernest I (1826–1908) ∞ 1853 Agnieszka Anhalcka (1824–1897)      | ks. Saksonii-Altenburga Ernest I (1826–1908) ∞ 1853 Agnieszka Anhalcka (1824–1897)                         | ks. Saksonii-Altenburga Ernest I (1826–1908) ∞ 1853 Agnieszka Anhalcka (1824–1897)      | ks. Saksonii-Altenburga Ernest I (1826–1908) ∞ 1853 Agnieszka Anhalcka (1824–1897)     | ks. Saksonii-Altenburga Ernest I (1826–1908) ∞ 1853 Agnieszka Anhalcka (1824–1897) | ks. Saksonii-Altenburga Ernest I (1826–1908) ∞ 1853 Agnieszka Anhalcka (1824–1897)    | ks. Saksonii-Altenburga Ernest I (1826–1908) ∞ 1853 Agnieszka Anhalcka (1824–1897)   |
| Maria Saska-Altenburg (1854–1898) | |                                                                                         | |                                                                                         |                                                                                        |                                                                                    |                                                                                       |                                                                                      |